# دکلان کوئین
دکلان کوئین (انگلیسی: Declan Quinn؛ زادهٔ ۱۹۵۷) یک مدیر فیلم‌برداری اهل ایالات متحده آمریکا است.